# Pararchiconis quievreuxi
Pararchiconis quievreuxi là một loài côn trùng trong họ Coniopterygidae thuộc bộ Neuroptera. Loài này được Nel miêu tả năm 1991.